# Дмитриевская Патья
Дмитриевская Патья — деревня в Санчурском муниципальном округе Кировской области.

## География
Расположена на расстоянии примерно 19 км по прямой на восток от райцентра посёлка Санчурск.

## История
Известна с 1873 года как починок Дмитриевской (Патья малая), где было дворов 19 и жителей 157, в 1905 (уже деревня Дмитриевская или Патья) — 60 и 362, в 1926 (Дмитриевская Патья) — 50 и 284, в 1950 — 94 и 303, в 1989 оставалось 23 постоянных жителя. С 2006 по 2019 год входила в состав Шишовского сельского поселения. Ныне имеет дачный характер.

## Население
Постоянное население составляло 10 человек (русские 100 %) в 2002 году, 1 в 2010.